# Punkt postaci
Punkty postaci (ang. character points) – abstrakcyjna jednostka używana w niektórych grach fabularnych (oraz ich komputerowych odpowiednikach) w procesie tworzenia postaci.
We wczesnych grach fabularnych, jak choćby Dungeons & Dragons, postać gracza w trakcie tworzenia postaci otrzymywała cechy, których wartości były ustalane w sposób losowy, natomiast umiejętności gracz wybierał sam, z pewnej dostępnej mu liczby. W rezultacie postacie były często niezbalansowane, jeśli chodzi o ich cechy i zarazem bardzo do siebie podobne, jeśli chodzi o ich umiejętności. Późniejsze gry, jak na przykład GURPS, wprowadziły punktowy system tworzenia bohaterów – gracz "kupował" swojej postaci współczynniki, wydając pewne punkty. Punkty te, to właśnie punkty postaci. System taki pozwolił na lepsze zbalansowanie i zarazem "uelastycznienie" postaci.
Zwykle gracz na początku procesu tworzenia postaci otrzymuje pewną liczbę punktów (zależy ona głównie od systemu, w jakim będzie toczyć się rozgrywka). Wydaje je, "kupując" cechy (np. inteligencja, zręczność), umiejętności (np. naprawa samochodów, elektronika) i moce (np. latanie) za odpowiednią liczbę punktów. Zwykle na potężniejsze zdolności i wyższe poziomy danego współczynnika należy wydać więcej punktów. Później punkty postaci gracz może otrzymywać i wydawać na rozwijanie cech i umiejętności oraz na zakup nowych umiejętności i mocy. W niektórych grach (np. GURPS) punkty te to zarazem punkty doświadczenia; w innych (np. Ars Magica) jest bardziej skomplikowana zależność pomiędzy punktami postaci a punktami doświadczenia.

## Przykład
Przykładowo, prosta gra fabularna w realiach fantasy może używać trzech współczynników by opisać postać:
- Umiejętności walki
- Zdolności magiczne
- Umiejętności złodzieja

Gracz posiada dziewięć punktów postaci, które można rozdysponować na owe trzy współczynniki. Wartość każdego współczynnika może wahać się od 1 do maksymalnie 5 punktów.
- Dla postaci uniwersalnej, znającej się po części na wszystkim można przeznaczyć 3 punkty na umiejętności walki, 3 na zdolności magiczne i 3 na umiejętności złodzieja.
- By stworzyć dobrego wojownika można przeznaczyć 5 punktów na umiejętności walki, 1 punkt na umiejętności złodzieja i pozostałe 3 na zdolności magiczne. Postać ta będzie wspaniałym wojownikiem, jednak tylko jeden punkt wydany na umiejętności złodzieja może sprawiać problemy np. przy próbie podkradnięcia się do przeciwnika.

Często w różnych systemach istnieje także możliwość wydawania punktów postaci na inne rzeczy niż współczynniki – na przykład po to, by kierowana postać pochodziła z wpływowej rodziny lub zaczynała grę z lepszym ekwipunkiem.